# Американ Интернашънъл Билдинг
Американ Интернашънъл Билдинг (на английски: American International Building) е 66-етажен, 290 метров небостъргач намиращ се в град Ню Йорк, САЩ. Проектиран е от архитектурното ателие Холтън и Джордж. При завършването на строежа през 1932 сградата е била третата по височина в света и най-висока във финансовия квартал на Ню Йорк. През 1974 е изпреварена от
Световния търговски център, но след разрушаването му е отново най-висока в южната част на Манхатан, петата най-висока сграда в Ню Йорк и четиринайсетата най-висока в САЩ. Към 2006 е 39-ата най-висока в света.
Структурата е от стомана, а фасадата се състои от варовикови плочи. Това е първата сграда с двуетажни асансьори, които обслужват по два етажа наведнъж и по-този начин спестяват място в тясната кула. Скоро след построяването на сградата двуетажните асансьори са премахнати, тъй като не се използват много. Въпреки това, тази идея е реализирана през 70-те години в сградата Ситигруп Сентър (Citigroup Center).
Официалният адрес на сградата е 70 Pine Street, New York, NY 10270.